# Физичка величина
Физичка величина или мерна величина је објективно својство материјалног света (материја, тела, стања и појава) које се може квалитативно разликовати и квантитативно одредити (мерити). Према међународним нормама мерним величинама су одређени називи и знакови (коса слова латиничне абецеде или грчког алфабета). За сваку је мерну величину одређен по један знак, понекад и по неколико, на пример дужина (знакови l, a, b, d и друго), маса (m), време (t, T), угао (α, β, φ и друго), сила (F), електрични напон (U). Мерне величине које се међусобно разликују само по вредности истоврсне су величине, а поступак њихова упоређивања назива се мерењем. Одабрана вредност с којом се упоређују све истоврсне величине назива се мерном јединицом. Вредност се мерне величине исказује бројном вредношћу и мерном јединицом, на пример маса је пет килограма (знаковима: m = 5 kg), или маса у килограмима је пет (знаковима m/kg = 5). Мерна величина или физичка величина изражава се као умножак бројне вредности {} и мерне јединице [M]:
{\displaystyle M=\{M\}\;[M]}
Пример:
Електрични напон {\displaystyle U=\{U\}\;[U]=20\;\mathrm {V} }
{U} = 20 (бројевна вредност напона је 20)
[U] = V (мерна јединица напона је волт)

## Основне физичке величине
Основне мерне или физичке величине су:
| Мерна величина    | Знак мерне величине | Мерна јединица | Знак мерне јединице |
| ----------------- | ------------------- | -------------- | ------------------- |
| Дужина            |                     | метар          |                     |
| Време             |                     | секунда        |                     |
| Маса              |                     | килограм       |                     |
| Температура       |                     | келвин         |                     |
| Количина материје |                     | мол            |                     |
| Електрична струја |                     | ампер          |                     |
| Јачина светлости  |                     | кандела        |                     |
| Угао у равни      | α, β, γ, θ, φ, χ    | радијан        |                     |
| Просторни угао    | ω, Ω                | стерадијан     |                     |

## Скаларне и векторске величине
Скаларне величине су оне за које је довољан исказ само њихова вредност (маса, време, температура и друго), а за векторске величине (брзина, сила и друго) ваља навести додатне податке: смер деловања, хватиште и друго.

## Систем величина
Систем величина је скуп мерних величина међу којима постоје тачно одређени односи. Основне величине неког система договорно су независне (на пример дужина, маса, време), а све остале су изведене величине. Међусобни односи између појединих величина исказују се величинским једначинама, а таквим се једначинама одређују и изведене величине, на пример притисак p однос је силе F (притисак) и површине S: 
{\displaystyle p={F \over S}}
електрична снага P умножак је електричнога напона U и јачине електричне струје I: 
{\displaystyle P=U\cdot I}
Неки односи мерних величина имају посебне називе, на пример односи с временом називају се брзином, а ако су то енергијске величине и снагом (на пример брзина кретања, угаона брзина, брзина или снага дозе и друго), односи с масом имају атрибут специфични (специфични топлотни капацитет), а логаритам односа неких истоврсних величина назива се нивоом те величине (ниво јачине звука, ниво снаге, ниво притиска и друго).

## Мерна јединица
Мерна јединица је одабрана, договорена и објављена позната вредност мерне (физичке) величине с којом се при мерењу упоређују све друге истоврсне величине. Вредности, називи, знакови и употреба мерних јединица данас су одређени међународним договорима, на којима се темеље норме и мерни закони појединих земаља. Мерне се јединице описују дефиницијом, називом и знаком. Посебно одређене мерне јединице које учествују у извођењу осталих мерних јединица неког мерног система називају се основним јединицама. Неке су основне мерне јединице одређене утеловљеним прамерама или еталонима (на пример килограм), неке поступцима остварења (на пример метар, секунда), а остале се изводе из других, већ одређених јединица. Мерне јединице назване су већином према презименима знаменитих научника, неке према грчким, латинским и арапским називима, а само њих неколико има традицијски назив. Знакови мерних јединица већином су почетно слово или почетна слова њихових назива, а само је неколико традицијских знакова (подигнути кружићи, подигнуте цртице и друго), на пример ампер (знак A), њутн (N), тесла (T), ват (W), вебер (Wb), волт (V), литра (L или l), лукс (lx), метар (m), (временска) секунда (s), (угаони) ступањ (°), Целзијусов ступањ (°C) и друго. Називе и знакове имају само основне јединице СИ те ограничен број изведених јединица СИ и неке од допуштених јединица изван СИ. Већина изведених јединица нема посебне називе и знакове, него се називају и означавају према јединицама од којих су састављене, на пример јединица брзине метар у секунди, јединица запреминског протока кубни метар у секунди, јединица енергије киловатсат (kWh) и друго.

### Законите мерне јединице
Законите мерне јединице су мерне јединице прописане законима или којим другим законским документима. Због особите важности мерења у организованом људском друштву, већ су прве државе прописивале мерне јединице, а њихове су се прамере излагале на јавним местима. Данас је у већини земаља, на темељу међународних договора и норми, законито само 5 група мерних јединица: јединице Међународног система (јединице СИ), децималне јединице од јединица СИ, изузетно допуштене јединице изван СИ, децималне јединице неких изузетно допуштених јединица, те од свих њих сложене мерне јединице. Само се понека мерна јединица изван тих група изузетно допушта за употребу у посебним подручјима или околностима (на пример у поморском и ваздушном промету и међународној трговини). У земљама енглеског говорног подручја још су у употреби традиционалне англоамеричке јединице или англосаксонске мере. 

### Сложене мерне јединице
Сложене мерне јединице су јединице састављене од јединица различитих група. Тако је јединица која се користи за изражавање брзине возила километар на сат (знак km/h) састављена од децималне јединице од метра и изузетно допуштене јединице сат.

### Старе мерне јединице
Старе мерне јединице су појединачне јединице или њихове групе које су се користиле у различитим раздобљима, на различитим местима и у различите сврхе, те се налазе у историјским документима, писаној и усменој књижевности, а утеловљене су у старим мерама, корисним предметима, грађевинама и слично. Многе су старе мерне јединице напуштене увођењем Метарског система (Метарска конвенција) у другој половини 19. века (на примјер хват, лакат, палац, унца и друго), те коначно увођењем Међународнога система јединица у другој половини 20. века (на пример стандардна атмосфера, килопонд, коњска снага, микрон и друго).

## Мерење
Мерење је поступак одређивања вредности неке мерне величине. Директним мерењем упоређује се мерена величина с истоврсном упоредбеном величином, или мерном јединицом. Тако се дужина l мери упоређивањем с дужином l0 мерног штапа. Посредно мерење обавља се директним мерењем оних величина од којих је састављена мерена величина, применом неког научног начела, те прорачуном њене вредности. Тако се површина правоугаоника мери посредно, мерењем дужина страница  и , те се на темељу геометријске законитости израчунава њиховим множењем:
{\displaystyle P=l_{1}\cdot l_{2}}
Резултат је мерења вредност мерне величине, изражена бројчаном вредношћу и припадном мерном јединицом. На пример, ако је мерена дужина l садржавала 3 дуљине мернога штапа, а његова је дужина , вредност је мерене дужине: 
{\displaystyle l=3\cdot l_{0}=3\,metra}.

## Нормизација
Нормизација је деловање и поступци на припремању, имплементацији, прихватању и примењивању норми. Нормизацију обављају нормизацијска тела (установе, заводи), уз учешће стручњака за поједина техничка подручја за која се норме израђују. Сврха је постизање прикладности производа, поступака и услуга, смањења трошкова производње, те генерално уређеност у одређеном подручју. Нормизација је драговољан процес, али је постала одлучујућим чиниоцем у европској привредној интеграцији и светској трговини. У Европској унији постоји око 20 хиљада норми, а годишње се појављује више од хиљаду нових норми за различита подручја примене, које се поступно прихватају у оквиру Европске уније.

### Норма
Норма је споразумно установљен документ, одобрен од меродавнога тела, који за опште поређење даје правила, упуте, карактеристике деловања, те тиме јамчи највиши ступањ усклађености у даним условима. У техничкој су примени предмети нормирања производи, поступци или услуге. Према телима која су донела норму и подручјима примене разликују се међународне норме (ИСО), еуропске норме (ЕН) и националне норме. Један од темељних поступака регионалних и светских интеграција усклађивање је националних норми с регионалним и међународним нормама.